# Baghlân (ville)
Pour les articles homonymes, voir Baghlân.
Baghlân est une ville du nord-est de l'Afghanistan, située à proximité de Pol-e Khomri, le chef-lieu de la province de Baghlân, et à 210 km de Kaboul.

## Situation géographique
Baghlân a été construite près de la rivière Kondôz, à une altitude de 500 mètres.
Sa population était d'environ 105 000 habitants en 2004, ce qui en faisait la 9e ville d'Afghanistan en nombre d'habitants.
L'aéroport le plus proche est situé à Kondôz à 62 km.
Les coordonnées de Baghlân sont : 36° 08' N ; 68° 42' E.

## Économie
Baghlân est un important centre de production de sucre de betterave et possède une raffinerie de sucre. Il y a également une industrie textile (coton).
Le développement de la cité industrielle a conduit à une croissance démographique rapide. Récemment, des routes importantes ont été construites, permettant de relier Baghlân à la capitale Kaboul, située à 210 kilomètres.